# Futbolniy Klub Petrotrest
O FC Petrotrest (em russo: ФК Петротрест Санкт-Петербург) foi uma equipe de futebol da cidade de São Petersburgo. 
O Petrotrest foi campeão da Primeira Divisão russa em 2005  e da Segunda Divisão russa em 2003, 2004, 2006 e 2007.  Conquistou a Liga nacional em sua edição de 2012-13.